# David Lagercrantz
David Lagercrantz (Solna, 4 de setembro de 1962) é um escritor, jornalista e conferencista sueco.

## Carreira
A sua obra mais conhecida é a biografia do futebolista sueco Zlatan Ibrahimović, escrita em conjunto por ele e pelo biografado, com o título Jag är Zlatan Ibrahimović (literalmente: Eu sou o Zlatan Ibrahimović), publicada em 2011, e traduzida para 4 línguas estrangeiras.
Em 2013, David Lagercrantz recebeu da editora Norstedts a incumbência de escrever uma continuação da Trilogia Millennium de Stieg Larsson. O novo romance policial recebeu o título Det som inte dödar oss (literalmente: O que não nos mata), e foi publicado em 2015.

## Obras
- Änglarna i Åmsele (1998)
- Göran Kropp [8000 plus] (1997)
- Ett svenskt geni: Berättelsen om Håkan Lans och kriget han startade (2000)
- Stjärnfall (2001)
- Där gräset aldrig växer mer (2002)
- Underbarnets gåta (2003)
- Himmel över Everest (2005)
- Syndafall i Wilmslow (2009)
- Jag är Zlatan Ibrahimović: Min historia (2011)

### Série Millennium
- A Garota na Teia de Aranha - Título original (sueco): Det som inte dödar oss (2015) - Parte 4 (Série Millennium)
- O Homem que Buscava sua Sombra - Título original (sueco): Mannen som sökte sin skugga (2017) - Parte 5 (Série Millennium)
- A Garota Marcada para Morrer - Título original (sueco): Hon som måste dö (2019) - Parte 6 (Série Millennium)

### Série Rekke e Vargas
1. Obscuritas (2021)
2. Memoria (2023)